# Drungário da frota
Drungário da frota (em grego: δρουγγάριος τοῦ πλοΐμου/τῶν πλοΐμων; romaniz.: droungários tou ploïmou/tōn ploïmōn; após o século XI em grego: δρουγγάριος τοῦ στόλου; romaniz.: droungarios tou stolou) foi o comandante da frota imperial (βασιλικὸς στόλος, basilikos stolos, ou βασιλικὸν πλόϊμον, basilikon ploïmon), a divisão central da marinha bizantina estacionada na capital de Constantinopla, em posição das frotas provinciais (temáticas).